# Пожарище (Бабушкінський район)
Пожа́рище (рос. Пожарище) — присілок у складі Бабушкінського району Вологодської області, Росія. Входить до складу Тимановського сільського поселення.

## Населення
Населення — 28 осіб (2010; 40 у 2002).
Національний склад (станом на 2002 рік):
- росіяни — 100 %